# Valerio Cigoli
Pour l’article homonyme, voir Cigoli.

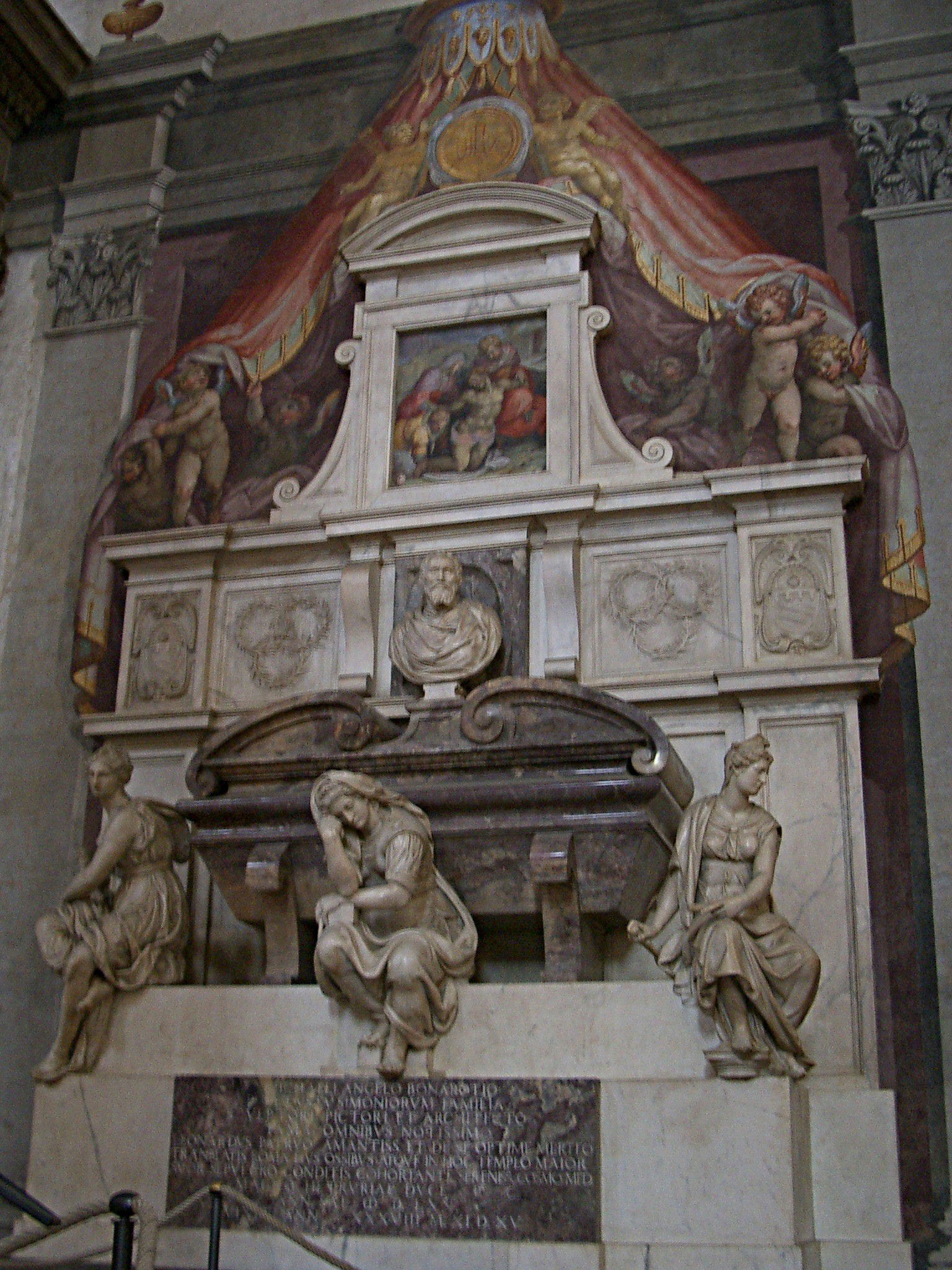
Tombeau de Michel-Ange à Santa Croce

Valerio Cigoli ou Cioli di Simone (Settignano, frazione de Florence, 1529 - Florence, 29 décembre 1599) est un sculpteur italien de la Renaissance.

## Œuvres
- La  Fontaine de Bacchus (Fontana del Bacchino) (1560), en fait la statue du nain, nommé ironiquement Morgante, favori de Cosme Ier  au  Jardin de Boboli, Palais Pitti de Florence, est son œuvre la plus connue.
- La statue de l'allégorie de l'Architecture sur le monument funéraire de Michel-Ange, à l'église Santa Croce.
- Satyre avec une bouteille  (Satiro con fiasca), exposé au musée du Musée national du Bargello de Florence.